# 2012년 도리시마섬 근해 지진
도리시마섬 근해 지진(일본어: 鳥島近海地震)은 2012년 1월 1일에 일본의 도리시마섬 근해에서 발생한 지진이다. 도호쿠 지방과 간토 지방의 넓은 범위에서 최대 진도4를 관측했다.

## 진도
진도4을 관측한 지역은 다음과 같다.
| 진도 | 도도부현   | 시정촌 |
| ---- | ---------- | --- |
| 4    | 미야기현   | 이와누마시 |
| 4    | 후쿠시마현 | 시라카와시 다마카와촌 다무라시 이와키시 미나미소마시                                                                               |
| 4    | 이바라키현 | 미토시 히타치시 가사마시 이바라키정 히타치오미야시 오미타마시 이시오카시 도리데시 가와치정 반도시 지쿠세이시 조소시 쓰쿠바미라이시 |
| 4    | 도치기현   | 오타와라시 우쓰노미야시 도치기시 사노시 카누마시 모카시 노기정 다카네자와정                                                        |
| 4    | 군마현     | 오라정 |
| 4    | 사이타마현 | 구마가야시 카조시 고노스시 가와구치시 가스카베시 미야시로정 스기토정 사이타마시(오미야구)                                          |
| 4    | 지바현     | 지바시(주오구) 이치하라시 인자이시 가모가와시 이스미시                                                                             |
| 4    | 도쿄도     | 지요다구 |
| 4    | 가나가와현 | 요코하마시(나카구 호도가야구 고호쿠구 미도리구) 니노미야정                                                                         |

## 같이 보기
- 2024년 노토반도 지진 - 새해 첫날(1월 1일)에 일어난 지진